# Myrmica lampra
Myrmica lampra là một loài kiến trong chi Myrmica. Nó được tìm thấy ở Quebec và được đặt tên vào năm 1968 bởi Andre Francoeur. Loài này rõ ràng là một loài sống lợi dụng (nó sống trong tổ của các loài Myrmica khác).